# Karnak (comics)
Pour les articles homonymes, voir Karnak (homonymie).
Karnak est un super-héros évoluant dans l'univers Marvel de la maison d’édition Marvel Comics. Créé par le scénariste Stan Lee et le dessinateur Jack Kirby, le personnage de fiction apparaît pour la première fois dans le comic book Fantastic Four (vol. 1) #45 en décembre 1965.
Karnak fait partie de la race des Inhumains.

## Biographie du personnage

### Origines
Karnak est membre de la race des Inhumains et fait partie de la famille royale. Cousin de Flèche noire, il fait office de conseiller, d'administrateur, de philosophe, de prêtre et de stratège.
Il est le frère de Triton qui a subi la terragénèse avant lui. Le changement de Triton fut si brutal que leurs parents demandèrent à Karnak de ne pas suivre la procédure. Au lieu de cela, il fut envoyé dans un monastère où il apprit les arts martiaux.

### Un allié précieux
Karnak fit partie de l'expédition censée ramener Flèche Noire et Médusa à Attilan. Cela l'amena en conflit avec les Quatre Fantastiques sur Terre. Il est depuis devenu un allié des héros et les aida à vaincre l'alien Psycho-Man. Il est toujours resté fidèle à la famille royale et les aida à déjouer les plans de Maximus.
Il affronta plus tard Blastaar, puis l'agent Kree Shatterstar à New York. Il fut emprisonné par Maximus et les dissidents Inhumains. Quand les Inhumains furent menacés par les humains, Karnak appuya fortement pour que la ville d'Attilan soit déplacée sur la Lune.
Toujours fidèle, il accompagna la reine Médusa pour lui éviter un avortement forcé, puis partit avec Gorgone sur Terre pour y chercher le fils de Flèche Noire qui avait disparu. Il y affronta Ultron-13. Venant ensuite en aide à Daredevil, il fut fait prisonnier par Blackheart mais fut libéré par ses amis.
Il aida aussi les New Warriors à combattre Star-Thief, puis Facteur-X contre Apocalypse, et enfin les Vengeurs contre les Fratres de Thane Ector.
Il fut une fois opposé au roi du Wakanda, la Panthère noire, après avoir découvert que ce pays utilisait des primitifs Alpha comme esclaves.
On revit Karnak et la famille royale aider les super-héros terriens à calmer Sentry devenu fou.

## Pouvoirs et capacités
Karnak, comme tous les Inhumains, possède une physiologie plus endurante qu'un simple humain. Il possède aussi des réflexes et une agilité surhumaines.
- Grâce à des années d'entraînement et de méditation, Karnak est capable de percevoir les points faibles et les faiblesses physiques des objets et des personnes. Ses muscles peuvent devenir assez durs pendant quelques instants pour percer les dites surfaces (comme un mur en béton ou une armure d'acier)
- Il n'aime pas la violence et se sert donc de ses talents physiques pour étourdir ou rendre inconscients ses adversaires, en touchant des points sensibles.
- Il est toutefois un guerrier et un tacticien confirmé, et l'un des meilleurs artistes martiaux de son peuple. On le considère comme un sage et un religieux.
- Comme tous les Inhumains, il est sensible à la pollution ambiante de la Terre.

## Apparitions dans d'autres médias
Sauf indication contraire, les informations mentionnées dans cette section peuvent être confirmées par la base de données cinématographiques IMDb,  présente dans la section « Liens externes ».

### Télévision
- 2013 : Hulk et les Agents du S.M.A.S.H. (série d'animation)
- 2014 : Ultimate Spider-Man (série d'animation)
- depuis 2016 : Avengers : Ultron Revolution (série d'animation)

Interprété par Ken Leung dans l'univers cinématographique Marvel
- 2017 : Inhumans (série télévisée)[2]